# Fußball-Europameisterschaft 2012/Qualifikation

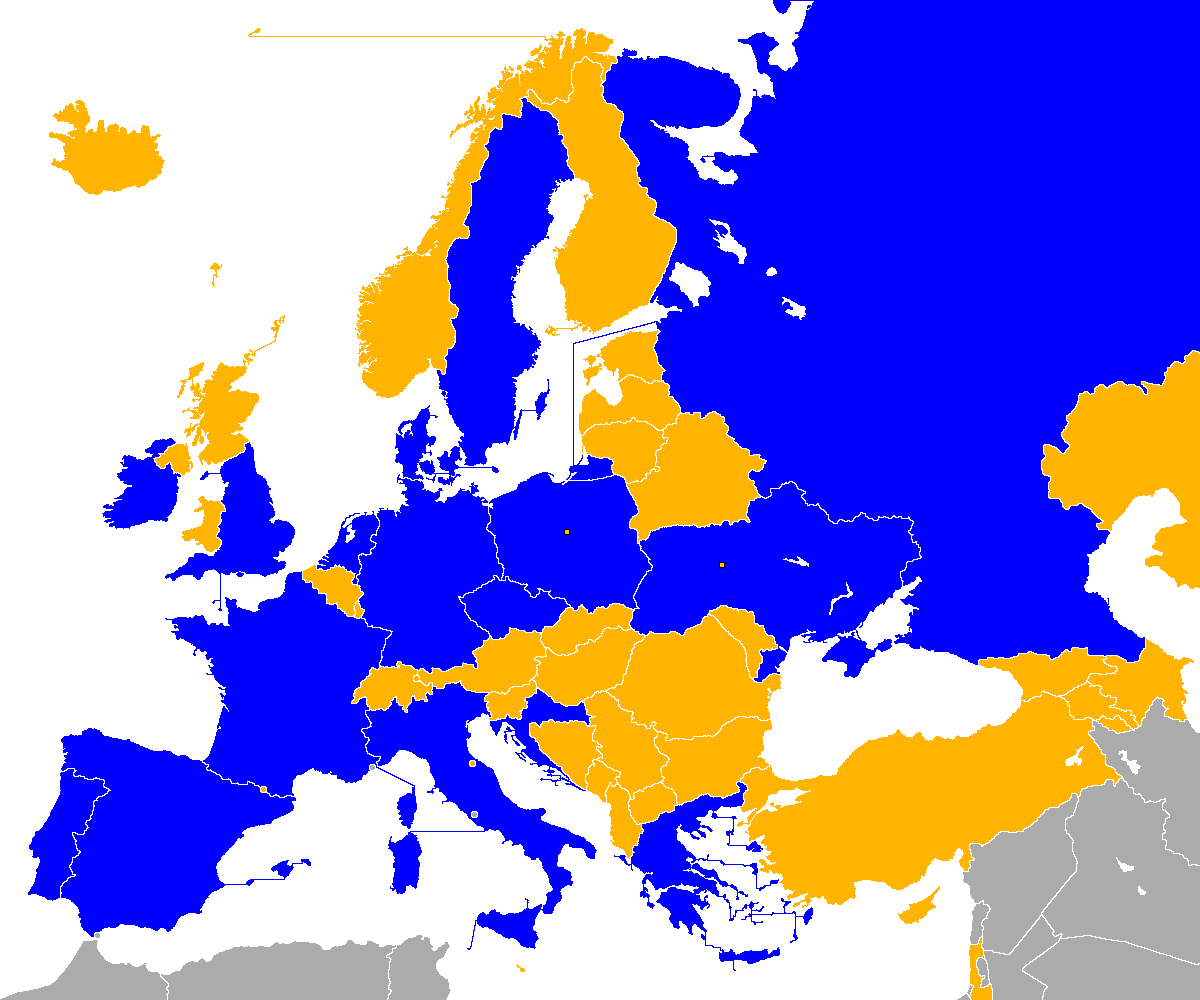
qualifiziert
nicht qualifiziert
nicht teilgenommen, kein UEFA-Mitglied

Die Qualifikationsspiele für die Endrunde der Fußball-Europameisterschaft 2012 fanden von August 2010 bis November 2011 statt.
Die beiden Gastgeber Polen und Ukraine waren direkt qualifiziert. Die restlichen 51 Mitgliedsländer der UEFA spielten in der Qualifikation die 14 verbleibenden Startplätze für die EM 2012 aus. Zum ersten Mal nahm Montenegro, das seit 2006 Mitglied der UEFA ist, an einer EM-Qualifikation teil.

## Qualifikationsmodus
Die 51 Mannschaften wurden bei der Auslosung der Qualifikationsgruppen am 7. Februar 2010 in Warschau jeweils einer von neun Gruppen zugelost. Die Gruppen A bis F bestanden aus sechs Mannschaften, den Gruppen G bis I wurden jeweils fünf Mannschaften zugeordnet. Jedes Team bestritt gegen jeden seiner Gruppengegner jeweils ein Hin- und Rückspiel. Es wurden dabei 3 Punkte für den Sieger und je ein Punkt im Falle eines Unentschiedens vergeben.
Wenn zwei oder mehr Mannschaften nach diesen Spielen punktgleich waren, wurde durch folgende Kriterien entschieden:
1. direkter Vergleich (Anzahl der Punkte, Tordifferenz, erzielte Tore, erzielte Auswärtstore)
2. Wiederholung des direkten Vergleichs unter den verbliebenen Mannschaften
3. Ergebnisse aus allen Gruppenspielen (Tordifferenz, erzielte Tore, erzielte Auswärtstore)
4. Fair-Play Wertung
5. das Los

Direkt für die Endrunde qualifizierten sich die Gruppensieger sowie der beste Gruppenzweite. Zur Ermittlung des besten Gruppenzweiten wurden in den Sechsergruppen die Spiele gegen den Gruppenletzten nicht berücksichtigt, um alle Gruppenzweiten vergleichbar zu machen. Bei Punktgleichheit kamen die unter 3. beschriebenen Kriterien zur Anwendung. Die acht verbleibenden Gruppenzweiten ermittelten in Playoff-Spielen mit Hin- und Rückspiel (11. November sowie 15. November 2011) die restlichen vier Endrundenteilnehmer. Die Partien wurden ausgelost, wobei die vier besseren Mannschaften der UEFA-Rangliste gesetzt waren.
Bei Torgleichheit nach Hin- und Rückspiel entschied zuerst die Anzahl der auswärts erzielten Tore, bei Gleichheit gab es eine Verlängerung. Hatten beide Mannschaften auch nach der Verlängerung gleich viele Tore und gleich viele Auswärtstore erzielt, wurde der Endrundenteilnehmer durch Elfmeterschießen ermittelt.

## Qualifikationsgruppen nach Auslosung
Die Auslosung der Qualifikationsgruppen erfolgte am 7. Februar 2010 in Warschau. Es wurde aus sechs Töpfen gelost, wobei Topf 6 nur sechs Mannschaften beinhaltete, die in die Gruppen A – F gelost wurden. Aufgrund politischer Spannungen zwischen den Staaten war zudem ausgeschlossen, dass Armenien in eine Gruppe mit Aserbaidschan bzw. Russland in eine Gruppe mit Georgien gelost würde. Tatsächlich wurde dann Armenien in die Gruppe A zu Aserbaidschan gelost, so dass Armenien in die Gruppe B gesetzt wurde. Die Reihenfolge der Mannschaften in den Gruppen hierunter entspricht ihrer Zuteilung zu den sechs Lostöpfen, d. h., die an oberster Stelle genannte entstammt Topf 1, die nachfolgende Topf 2, die drittgenannte Topf 3.
| Gruppe A                | Gruppe B    | Gruppe C      |
| ----------------------- | ----------- | ------------- |
| Deutschland             | Russland    | Italien       |
| Türkei                  | Slowakei    | Serbien       |
| Österreich              | Irland      | Nordirland    |
| Belgien                 | Mazedonien  | Slowenien     |
| Kasachstan              | Armenien    | Estland       |
| Aserbaidschan           | Andorra     | Färöer        |
| Gruppe D                | Gruppe E    | Gruppe F      |
| Frankreich              | Niederlande | Kroatien      |
| Rumänien                | Schweden    | Griechenland  |
| Bosnien und Herzegowina | Finnland    | Israel        |
| Belarus                 | Ungarn      | Lettland      |
| Albanien                | Moldau      | Georgien      |
| Luxemburg               | San Marino  | Malta         |
| Gruppe G                | Gruppe H    | Gruppe I      |
| England                 | Portugal    | Spanien       |
| Schweiz                 | Dänemark    | Tschechien    |
| Bulgarien               | Norwegen    | Schottland    |
| Wales                   | Zypern      | Litauen       |
| Montenegro              | Island      | Liechtenstein |

## Gruppe A
Deutschland qualifizierte sich, wie in der Qualifikation zur Europameisterschaft 2008, als erste Mannschaft nach den Gastgeberländern. Im Gegensatz zu damals folgten nach der früh erreichten Qualifikation jedoch keine Misserfolgserlebnisse. Auch die Spiele in der Türkei und gegen Belgien konnten gewonnen werden. Damit war Deutschland neben Titelverteidiger Spanien die einzige Mannschaft, die sämtliche Qualifikationsspiele gewinnen konnte. Die Türkei erreichte erwartungsgemäß den Relegationsplatz, da sie ihr Heimspiel gegen Belgien gewann und im Rückspiel ein Unentschieden erreichte. Belgien hätte mit einem Auswärtssieg in Deutschland am letzten Spieltag noch die Türkei vom zweiten Platz verdrängen können, allerdings gab die Niederlage in diesem Spiel nicht den Ausschlag für das Verpassen der Qualifikation. Entscheidend war vielmehr, dass in den Heimspielen gegen Österreich und die Türkei trotz zwischenzeitlicher Führung und zahlreicher Chancen keine Siege eingefahren wurden. Österreich räumte man nach dem 4:4-Unentschieden in Belgien zumindest kleine Chancen auf den zweiten Platz ein, was sich jedoch als Fehleinschätzung erwies, da die Mannschaft nur gegen Aserbaidschan und Kasachstan gewinnen konnte. Die vom früheren deutschen Bundestrainer Berti Vogts geleiteten Aserbaidschaner erreichten in ihren Heimspielen einige bemerkenswerte Ergebnisse, hatten jedoch niemals eine realistische Chance auf den zweiten Platz.

### Tabelle
| Pl. | Land          | Sp. | S  | U | N | Tore    | Punkte |
| --- | ------------- | --- | -- | - | - | ------- | ------ |
| 1.  | Deutschland   | 10  | 10 | 0 | 0 | 034:700 | 30     |
| 2.  | Türkei        | 10  | 5  | 2 | 3 | 013:110 | 17     |
| 3.  | Belgien       | 10  | 4  | 3 | 3 | 021:150 | 15     |
| 4.  | Österreich    | 10  | 3  | 3 | 4 | 016:170 | 12     |
| 5.  | Aserbaidschan | 10  | 2  | 1 | 7 | 010:260 | 07     |
| 6.  | Kasachstan    | 10  | 1  | 1 | 8 | 006:240 | 04     |

### Spielergebnisse
| 03.09.2010 | Brüssel   | Belgien       | – | Deutschland   | 0:1 (0:0) |
| 03.09.2010 | Astana    | Kasachstan    | – | Türkei        | 0:3 (0:2) |
| 07.09.2010 | Salzburg  | Österreich    | – | Kasachstan    | 2:0 (0:0) |
| 07.09.2010 | Köln      | Deutschland   | – | Aserbaidschan | 6:1 (3:0) |
| 07.09.2010 | Istanbul  | Türkei        | – | Belgien       | 3:2 (0:1) |
| 08.10.2010 | Wien      | Österreich    | – | Aserbaidschan | 3:0 (1:0) |
| 08.10.2010 | Berlin    | Deutschland   | – | Türkei        | 3:0 (1:0) |
| 08.10.2010 | Astana    | Kasachstan    | – | Belgien       | 0:2 (0:0) |
| 12.10.2010 | Brüssel   | Belgien       | – | Österreich    | 4:4 (1:2) |
| 12.10.2010 | Baku      | Aserbaidschan | – | Türkei        | 1:0 (1:0) |
| 12.10.2010 | Astana    | Kasachstan    | – | Deutschland   | 0:3 (0:0) |
| 25.03.2011 | Wien      | Österreich    | – | Belgien       | 0:2 (0:1) |
| 26.03.2011 | Kaisersl. | Deutschland   | – | Kasachstan    | 4:0 (3:0) |
| 29.03.2011 | Istanbul  | Türkei        | – | Österreich    | 2:0 (1:0) |
| 29.03.2011 | Brüssel   | Belgien       | – | Aserbaidschan | 4:1 (3:1) |

| 03.06.2011 | Wien       | Österreich    | – | Deutschland   | 1:2 (0:1) |
| 03.06.2011 | Astana     | Kasachstan    | – | Aserbaidschan | 2:1 (0:0) |
| 03.06.2011 | Brüssel    | Belgien       | – | Türkei        | 1:1 (1:1) |
| 07.06.2011 | Baku       | Aserbaidschan | – | Deutschland   | 1:3 (0:2) |
| 02.09.2011 | Gelsenk.   | Deutschland   | – | Österreich    | 6:2 (3:1) |
| 02.09.2011 | Baku       | Aserbaidschan | – | Belgien       | 1:1 (0:1) |
| 02.09.2011 | Istanbul   | Türkei        | – | Kasachstan    | 2:1 (1:0) |
| 06.09.2011 | Wien       | Österreich    | – | Türkei        | 0:0       |
| 06.09.2011 | Baku       | Aserbaidschan | – | Kasachstan    | 3:2 (0:1) |
| 07.10.2011 | Baku       | Aserbaidschan | – | Österreich    | 1:4 (0:1) |
| 07.10.2011 | Istanbul   | Türkei        | – | Deutschland   | 1:3 (0:1) |
| 07.10.2011 | Brüssel    | Belgien       | – | Kasachstan    | 4:1 (2:0) |
| 11.10.2011 | Astana     | Kasachstan    | – | Österreich    | 0:0       |
| 11.10.2011 | Düsseldorf | Deutschland   | – | Belgien       | 3:1 (2:0) |
| 11.10.2011 | Istanbul   | Türkei        | – | Aserbaidschan | 1:0 (0:0) |

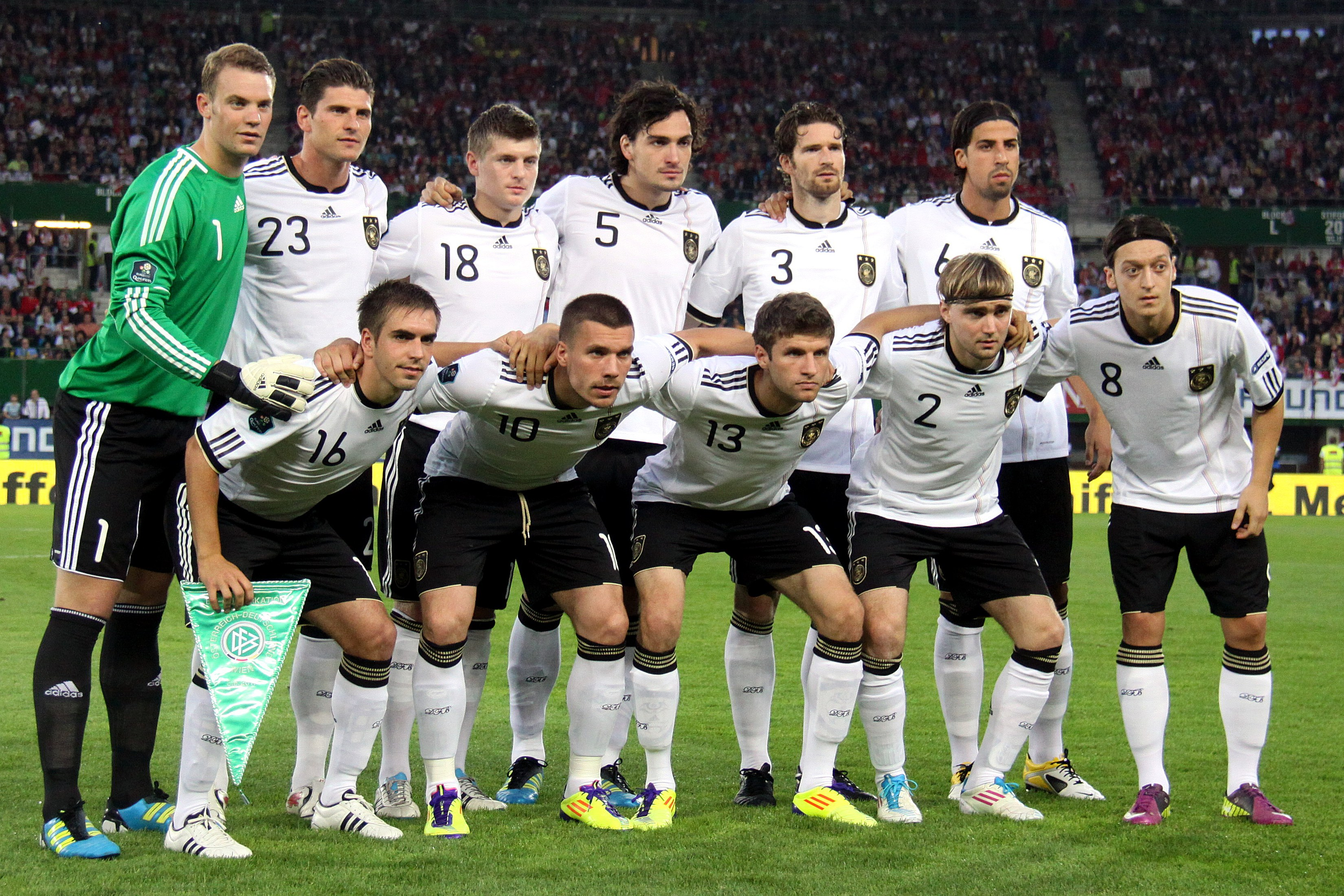
Die deutsche Nationalmannschaft am 3. Juni 2011.
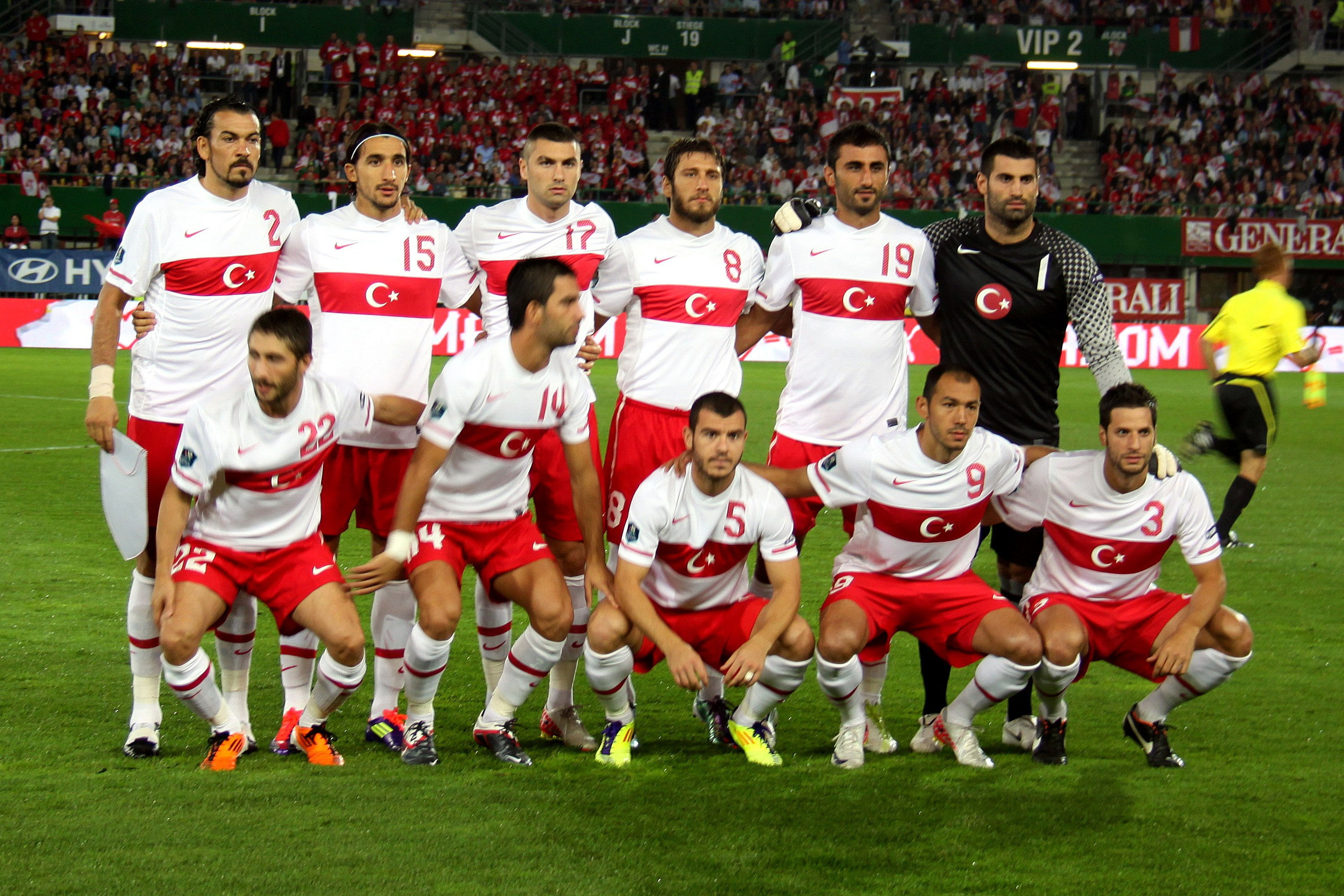
Die türkische Nationalmannschaft am 6. September 2011.
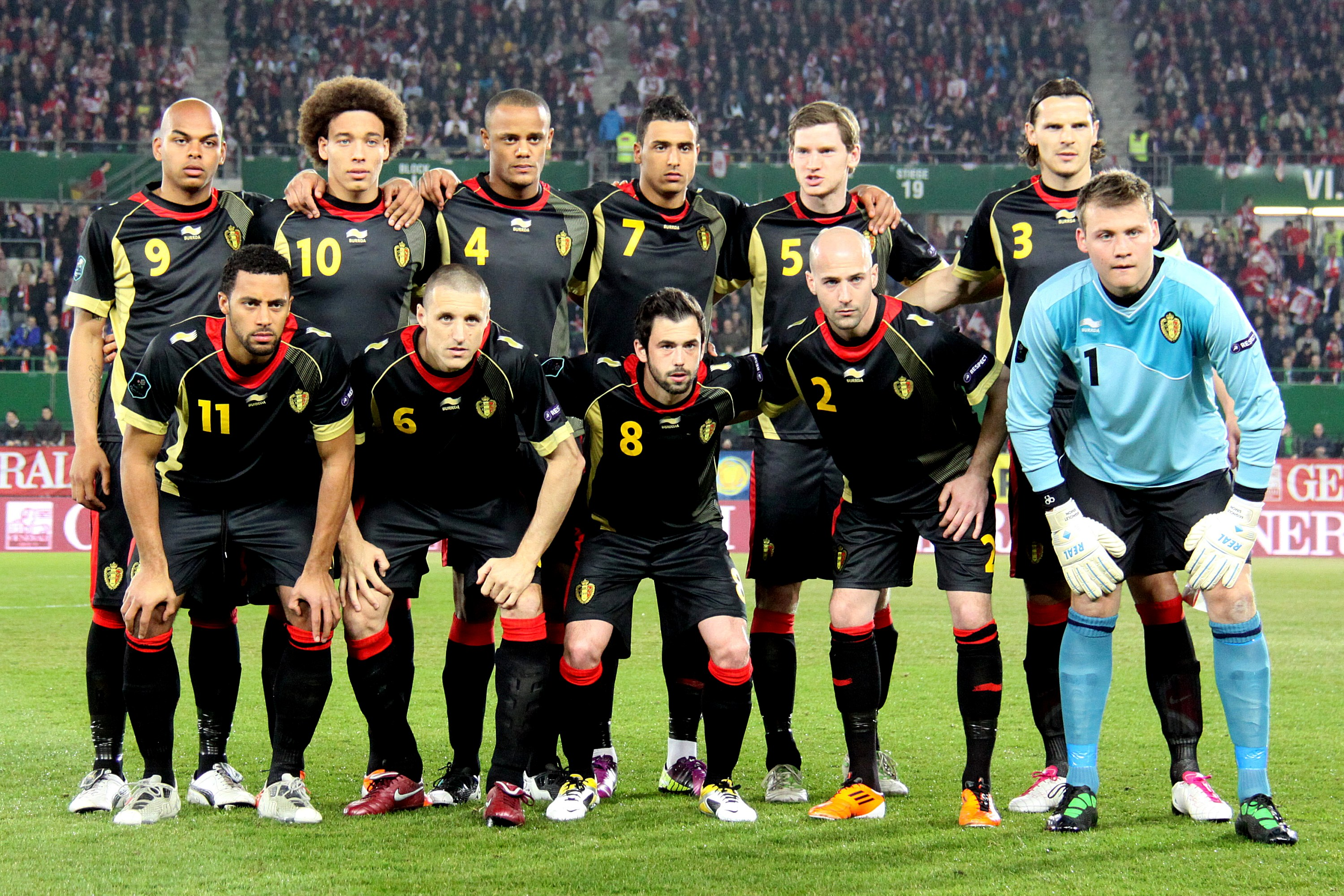
Die belgische Nationalmannschaft am 25. März 2011.
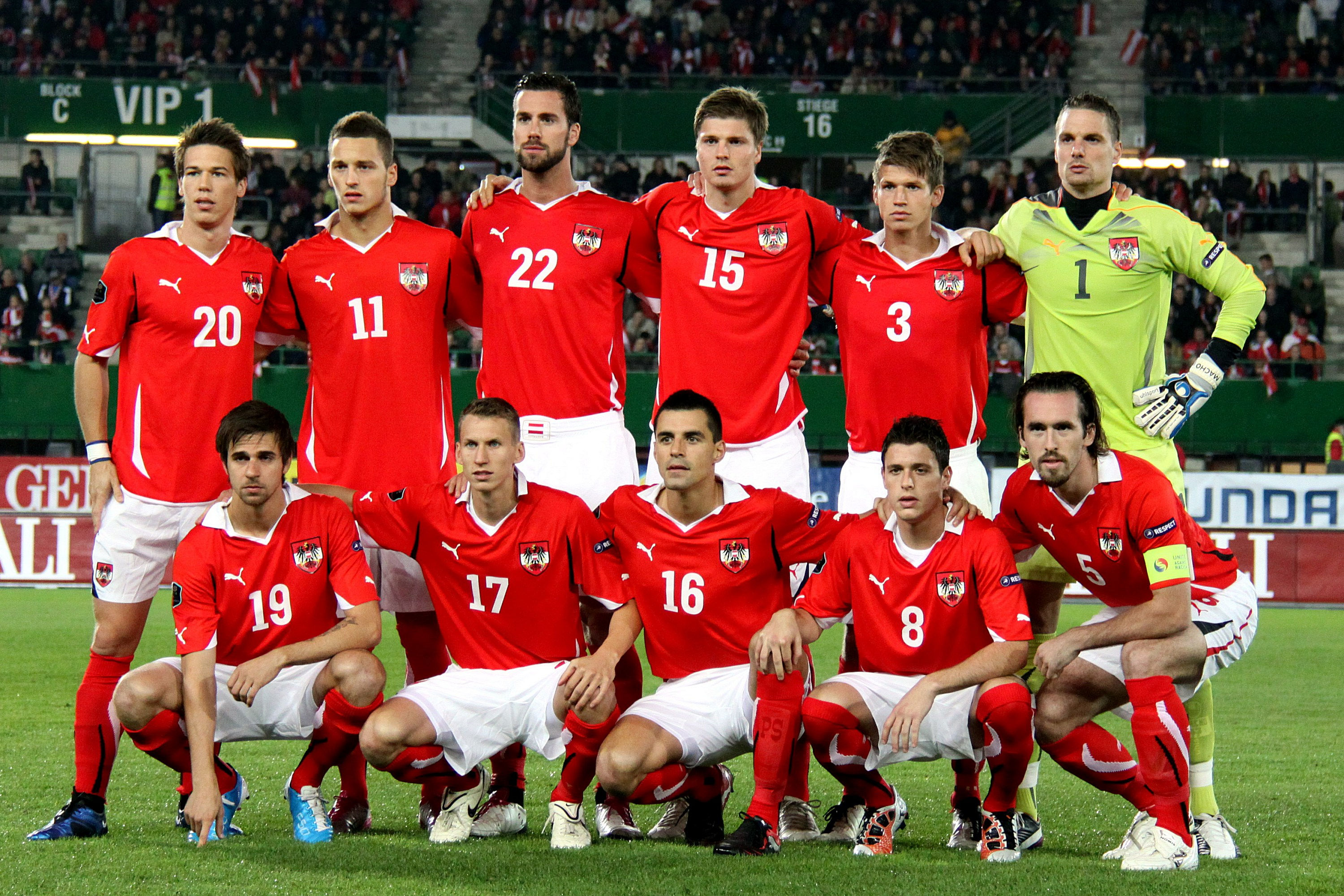
Die österreichische Nationalmannschaft am 8. Oktober 2010.
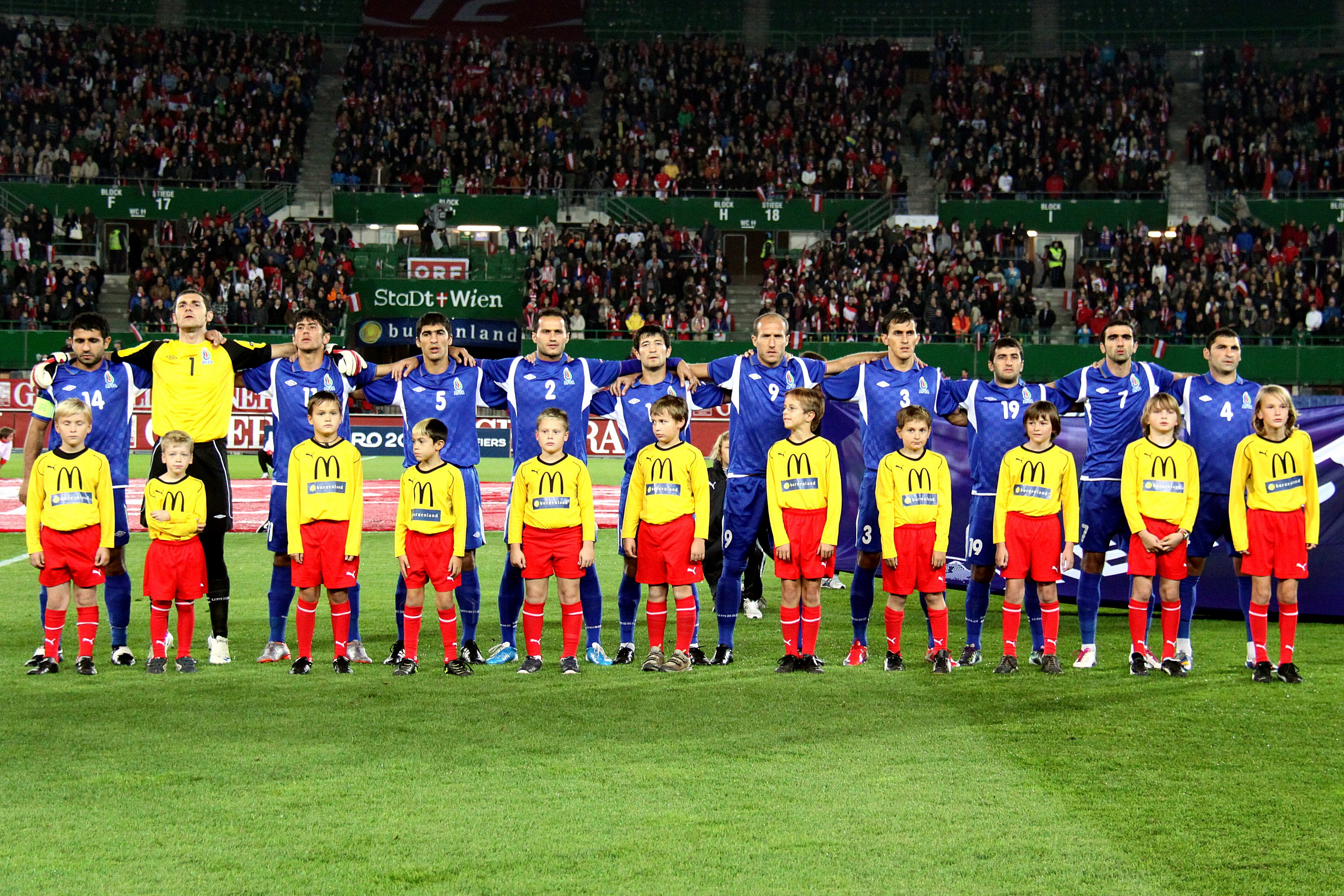
Die aserbaidschanische Nationalmannschaft am 8. Oktober 2010.

## Gruppe B
Russland konnte sich als Gruppensieger durchsetzen. Zwar begann die Qualifikation mit einer Niederlage gegen die Slowakei, den vermeintlich härtesten Konkurrenten, doch dieser Misserfolg wurde mit dem Auswärtssieg in Irland wettgemacht. Zwar reichte es im Rückspiel gegen Irland trotz zahlreicher Chancen nur zu einem 0:0, jedoch lagen die Russen zu diesem Zeitpunkt als konstanteste Mannschaft der Gruppe bereits klar in Führung. Am vorletzten Spieltag gelang in der Slowakei die Revanche für die einzige Niederlage in dieser Qualifikation, womit Russland aufgrund des gewonnenen direkten Vergleichs gegen Irland sogar ein Unentschieden gegen Andorra gereicht hätte. Andorra konnte aber erwartungsgemäß deutlich besiegt werden.
Irland verlor sein Heimspiel gegen Russland, ermauerte sich in Moskau ein 0:0 und konnte auch gegen die Slowakei kein Spiel gewinnen. Vier Pflichtsiege gegen Andorra und Mazedonien sowie zwei knappe Siege gegen die überraschend starken Armenier reichten in dieser ausgeglichenen Gruppe aber für den Relegationsplatz.
Armenien war neben Estland die wohl größte Überraschung der Qualifikation. Nach dem erwartet schwachen Auftakt gewann der Außenseiter, der in früheren Qualifikationen meist chancenlos gewesen war, deutlich gegen die Slowakei und erreichte gegen enttäuschende Russen ein 0:0. Nachdem man mit einem 4:0 gegen Andorra bereits den höchsten Sieg seiner Länderspielgeschichte erreicht hatte, wurde dieses Ergebnis sensationell in der Slowakei wiederholt, womit man ein ernsthafter Anwärter auf den Relegationsplatz war. Diese Chance wurde durch die Niederlage in Irland jedoch verpasst.
Der Slowakei wurden als WM-Teilnehmer gute Chancen auf die Qualifikation eingeräumt, was sich mit dem Auswärtssieg in Russland zunächst auch bestätigte. Gegen Irland konnten zwei Unentschieden erreicht werden, sodass gegen die unmittelbaren Konkurrenten ausreichend Punkte eingefahren wurden. Die beiden unerwarteten Niederlagen gegen Armenien kosteten die Slowakei jedoch das EM-Ticket. Während die Auswärtsniederlage noch als Ausrutscher bezeichnet werden konnte, endete das Heimspiel in einem 0:4-Debakel. Da das darauffolgende Heimspiel gegen Russland ebenfalls verloren wurde, war die Slowakei bereits am vorletzten Spieltag ausgeschieden.

### Tabelle
| Pl. | Land       | Sp. | S | U | N  | Tore    | Punkte |
| --- | ---------- | --- | - | - | -- | ------- | ------ |
| 1.  | Russland   | 10  | 7 | 2 | 1  | 017:400 | 23     |
| 2.  | Irland     | 10  | 6 | 3 | 1  | 015:700 | 21     |
| 3.  | Armenien   | 10  | 5 | 2 | 3  | 022:100 | 17     |
| 4.  | Slowakei   | 10  | 4 | 3 | 3  | 007:100 | 15     |
| 5.  | Mazedonien | 10  | 2 | 2 | 6  | 008:140 | 08     |
| 6.  | Andorra    | 10  | 0 | 0 | 10 | 001:250 | 0      |

### Spielergebnisse
| 03.09.2010 | Bratislava    | Slowakei   | – | Mazedonien | 1:0 (0:0) |
| 03.09.2010 | Jerewan       | Armenien   | – | Irland     | 0:1 (0:0) |
| 03.09.2010 | Andorra la V. | Andorra    | – | Russland   | 0:2 (0:1) |
| 07.09.2010 | Moskau        | Russland   | – | Slowakei   | 0:1 (0:1) |
| 07.09.2010 | Dublin        | Irland     | – | Andorra    | 3:1 (2:1) |
| 07.09.2010 | Skopje        | Mazedonien | – | Armenien   | 2:2 (1:1) |
| 08.10.2010 | Dublin        | Irland     | – | Russland   | 2:3 (0:2) |
| 08.10.2010 | Jerewan       | Armenien   | – | Slowakei   | 3:1 (1:1) |
| 08.10.2010 | Andorra la V. | Andorra    | – | Mazedonien | 0:2 (0:1) |
| 12.10.2010 | Žilina        | Slowakei   | – | Irland     | 1:1 (1:1) |
| 12.10.2010 | Skopje        | Mazedonien | – | Russland   | 0:1 (0:1) |
| 12.10.2010 | Jerewan       | Armenien   | – | Andorra    | 4:0 (3:0) |
| 26.03.2011 | Jerewan       | Armenien   | – | Russland   | 0:0       |
| 26.03.2011 | Dublin        | Irland     | – | Mazedonien | 2:1 (2:1) |
| 26.03.2011 | Andorra la V. | Andorra    | – | Slowakei   | 0:1 (0:1) |

| 04.06.2011 | Bratislava     | Slowakei   | – | Andorra    | 1:0 (0:0) |
| 04.06.2011 | Skopje         | Mazedonien | – | Irland     | 0:2 (0:2) |
| 04.06.2011 | St. Petersburg | Russland   | – | Armenien   | 3:1 (1:1) |
| 02.09.2011 | Moskau         | Russland   | – | Mazedonien | 1:0 (1:0) |
| 02.09.2011 | Dublin         | Irland     | – | Slowakei   | 0:0       |
| 02.09.2011 | Andorra la V.  | Andorra    | – | Armenien   | 0:3 (0:1) |
| 06.09.2011 | Moskau         | Russland   | – | Irland     | 0:0       |
| 06.09.2011 | Žilina         | Slowakei   | – | Armenien   | 0:4 (0:0) |
| 06.09.2011 | Skopje         | Mazedonien | – | Andorra    | 1:0 (0:0) |
| 07.10.2011 | Žilina         | Slowakei   | – | Russland   | 0:1 (0:0) |
| 07.10.2011 | Jerewan        | Armenien   | – | Mazedonien | 4:1 (2:0) |
| 07.10.2011 | Andorra la V.  | Andorra    | – | Irland     | 0:2 (0:2) |
| 11.10.2011 | St. Petersburg | Russland   | – | Andorra    | 6:0 (4:0) |
| 11.10.2011 | Dublin         | Irland     | – | Armenien   | 2:1 (1:0) |
| 11.10.2011 | Skopje         | Mazedonien | – | Slowakei   | 1:1 (0:0) |

## Gruppe C
Nach dem blamablen Scheitern bei der Weltmeisterschaft startete Italien recht mühevoll in die Qualifikation, ein knapper Sieg in Estland und ein torloses Unentschieden in Nordirland machten einmal mehr die Probleme der Squadra Azzurra deutlich. Das wichtige Spiel gegen den vermeintlich härtesten Konkurrenten um den ersten Platz, Serbien, wurde wegen schwerer Ausschreitungen serbischer Hooligans abgebrochen und für Italien gewertet, wodurch die von Cesare Prandelli trainierte Mannschaft der EM-Endrunde ein bedeutendes Stück näher kam. Der zweite Teil der Qualifikation wurde weit überzeugender absolviert, den Ausschlag für den ersten Platz gaben vor allem die beiden 1:0-Siege gegen den WM-Teilnehmer Slowenien, auch Estland wurde im Rückspiel mühelos abgefertigt. Da das Feld der Verfolger überraschend ausgeglichen war, konnte sich Italien bereits zwei Spieltage vor Schluss qualifizieren und erreichte auch danach mit einem 1:1 gegen wiedererstarkte Serben und einem klaren Sieg gegen Nordirland standesgemäße Ergebnisse. Zudem kassierte Italien nur zwei und damit die wenigsten Gegentore sämtlicher Mannschaften in der Qualifikation.
Trotz enormer Leistungsschwankungen konnte sich Estland, in früheren Qualifikationsrunden fast immer chancenlos, den Relegationsplatz sichern, was eine der größten Überraschungen der gesamten Qualifikation war. Dem glücklichen Auftaktsieg gegen die Färöer folgte eine knappe Niederlage gegen den viermaligen Weltmeister Italien. Obwohl das Rückspiel gegen den späteren Gruppensieger klar verloren ging und man sich sogar eine blamable Niederlage auf den Färöer-Inseln leistete, konnte Estland die beiden WM-Teilnehmer Serbien und Slowenien hinter sich lassen. Entscheidend war, dass gegen beide Mannschaften auswärts gewonnen werden konnte und gegen Nordirland zwei Siege eingefahren wurden. Da zudem Serbien, das den zweiten Platz aus eigener Kraft hätte erreichen können, am letzten Spieltag in Slowenien verlor, hatte Estland von allen Verfolgern die meisten Punkte und damit die Relegation erreicht.
Serbien hatte bei der vergangenen Weltmeisterschaft einen Sieg gegen Deutschland erreicht und war in einer ausgeglichenen Gruppe etwas unglücklich als Gruppenletzter ausgeschieden. Ein Erfolg in der Qualifikation erschien daher wahrscheinlich. Der Start in die Qualifikation verlief jedoch äußerst schlecht. Auf ein Unentschieden gegen Slowenien folgte eine Niederlage gegen die deutlich schwächer eingeschätzten Esten. Das erste Spiel gegen Italien musste nach Ausschreitungen serbischer Fans innerhalb und außerhalb des Stadions abgebrochen werden und wurde im Nachhinein für Italien gewertet. Das Rückspiel endete unentschieden. Obwohl man in Estland nur ein Unentschieden erreichte, hätte man mit einem Sieg in Slowenien am letzten Spieltag noch den zweiten Platz erreicht, da man im direkten Vergleich die besseren Resultate hätte vorweisen können. Durch die Niederlage gegen Slowenien gelang aber nur ein dritter Platz in der Gruppe.

### Tabelle
| Pl. | Land       | Sp. | S | U | N | Tore    | Punkte |
| --- | ---------- | --- | - | - | - | ------- | ------ |
| 1.  | Italien    | 10  | 8 | 2 | 0 | 020:200 | 26     |
| 2.  | Estland    | 10  | 5 | 1 | 4 | 015:140 | 16     |
| 3.  | Serbien    | 10  | 4 | 3 | 3 | 013:120 | 15     |
| 4.  | Slowenien  | 10  | 4 | 2 | 4 | 011:700 | 14     |
| 5.  | Nordirland | 10  | 2 | 3 | 5 | 009:130 | 09     |
| 6.  | Färöer     | 10  | 1 | 1 | 8 | 006:260 | 04     |

### Spielergebnisse
| 11.08.2010 | Tallinn   | Estland    | – | Färöer     | 2:1 (0:1)     |
| 03.09.2010 | Tallinn   | Estland    | – | Italien    | 1:2 (1:0)     |
| 03.09.2010 | Tórshavn  | Färöer     | – | Serbien    | 0:3 (0:2)     |
| 03.09.2010 | Maribor   | Slowenien  | – | Nordirland | 0:1 (0:0)     |
| 07.09.2010 | Florenz   | Italien    | – | Färöer     | 5:0 (3:0)     |
| 07.09.2010 | Belgrad   | Serbien    | – | Slowenien  | 1:1 (0:0)     |
| 08.10.2010 | Belfast   | Nordirland | – | Italien    | 0:0           |
| 08.10.2010 | Belgrad   | Serbien    | – | Estland    | 1:3 (0:0)     |
| 08.10.2010 | Maribor   | Slowenien  | – | Färöer     | 5:1 (2:0)     |
| 12.10.2010 | Tórshavn  | Färöer     | – | Nordirland | 1:1 (1:0)     |
| 12.10.2010 | Genua     | Italien    | – | Serbien    | 3:0 (Wertung) |
| 12.10.2010 | Tallinn   | Estland    | – | Slowenien  | 0:1 (0:0)     |
| 25.03.2011 | Ljubljana | Slowenien  | – | Italien    | 0:1 (0:0)     |
| 25.03.2011 | Belgrad   | Serbien    | – | Nordirland | 2:1 (0:1)     |
| 29.03.2011 | Belfast   | Nordirland | – | Slowenien  | 0:0           |

| 29.03.2011 | Tallinn   | Estland    | – | Serbien    | 1:1 (0:1) |
| 03.06.2011 | Toftir    | Färöer     | – | Slowenien  | 0:2 (0:1) |
| 03.06.2011 | Modena    | Italien    | – | Estland    | 3:0 (2:0) |
| 07.06.2011 | Toftir    | Färöer     | – | Estland    | 2:0 (1:0) |
| 10.08.2011 | Belfast   | Nordirland | – | Färöer     | 4:0 (1:0) |
| 02.09.2011 | Tórshavn  | Färöer     | – | Italien    | 0:1 (0:1) |
| 02.09.2011 | Ljubljana | Slowenien  | – | Estland    | 1:2 (0:1) |
| 02.09.2011 | Belfast   | Nordirland | – | Serbien    | 0:1 (0:0) |
| 06.09.2011 | Florenz   | Italien    | – | Slowenien  | 1:0 (0:0) |
| 06.09.2011 | Belgrad   | Serbien    | – | Färöer     | 3:1 (2:1) |
| 06.09.2011 | Tallinn   | Estland    | – | Nordirland | 4:1 (2:1) |
| 07.10.2011 | Belgrad   | Serbien    | – | Italien    | 1:1 (1:1) |
| 07.10.2011 | Belfast   | Nordirland | – | Estland    | 1:2 (1:0) |
| 11.10.2011 | Pescara   | Italien    | – | Nordirland | 3:0 (1:0) |
| 11.10.2011 | Maribor   | Slowenien  | – | Serbien    | 1:0 (1:0) |

- Das Spiel Italien–Serbien am 12. Oktober 2010 wurde wegen Ausschreitungen serbischer Fans, bei denen unter anderem Feuerwerkskörper auf das Spielfeld flogen, nach sechs Minuten abgebrochen.[2] Es wurde am 29. Oktober von der UEFA mit 3:0 für Italien gewertet.

## Gruppe D
Nach der Weltmeisterschaft in Südafrika, die für die französische Nationalmannschaft nicht nur sportlich einen Tiefpunkt bedeutet hatte, übernahm Laurent Blanc die Équipe Tricolore. Nach der unglücklichen Auftaktniederlage gegen Belarus schien sich die Krise zunächst fortzusetzen. Allerdings gelang wenige Tage später ein Auswärtssieg gegen den größten Konkurrenten in dieser Gruppe, Bosnien und Herzegowina, der entscheidend für die direkte Qualifikation war. Frankreich verlor keine weitere Partie, konnte sich jedoch nicht von Bosnien und Herzegowina absetzen, so dass es am letzten Spieltag zwischen diesen beiden Mannschaften zu einem Endspiel um die direkte Qualifikation kam. Ein Elfmeter bescherte Frankreich nach einem Rückstand noch das notwendige Unentschieden, die Relegation konnte also, anders als in der letzten WM-Qualifikation, knapp vermieden werden.

### Tabelle
| Pl. | Land                    | Sp. | S | U | N | Tore    | Punkte |
| --- | ----------------------- | --- | - | - | - | ------- | ------ |
| 1.  | Frankreich              | 10  | 6 | 3 | 1 | 015:400 | 21     |
| 2.  | Bosnien und Herzegowina | 10  | 6 | 2 | 2 | 017:800 | 20     |
| 3.  | Rumänien                | 10  | 3 | 5 | 2 | 013:900 | 14     |
| 4.  | Belarus                 | 10  | 3 | 4 | 3 | 008:700 | 13     |
| 5.  | Albanien                | 10  | 2 | 3 | 5 | 007:140 | 09     |
| 6.  | Luxemburg               | 10  | 1 | 1 | 8 | 003:210 | 04     |

### Spielergebnisse
| 03.09.2010 | St.-Denis | Frankreich    | – | Belarus       | 0:1 (0:0) |
| 03.09.2010 | Piatra N. | Rumänien      | – | Albanien      | 1:1 (0:0) |
| 03.09.2010 | Luxemburg | Luxemburg     | – | Bosnien-Herz. | 0:3 (0:3) |
| 07.09.2010 | Sarajevo  | Bosnien-Herz. | – | Frankreich    | 0:2 (0:0) |
| 07.09.2010 | Minsk     | Belarus       | – | Rumänien      | 0:0       |
| 07.09.2010 | Tirana    | Albanien      | – | Luxemburg     | 1:0 (1:0) |
| 08.10.2010 | Tirana    | Albanien      | – | Bosnien-Herz. | 1:1 (1:1) |
| 08.10.2010 | Luxemburg | Luxemburg     | – | Belarus       | 0:0       |
| 09.10.2010 | St.-Denis | Frankreich    | – | Rumänien      | 2:0 (0:0) |
| 12.10.2010 | Metz      | Frankreich    | – | Luxemburg     | 2:0 (1:0) |
| 12.10.2010 | Mahiljou  | Belarus       | – | Albanien      | 2:0 (0:0) |
| 25.03.2011 | Luxemburg | Luxemburg     | – | Frankreich    | 0:2 (0:1) |
| 26.03.2011 | Sarajevo  | Bosnien-Herz. | – | Rumänien      | 2:1 (0:1) |
| 26.03.2011 | Tirana    | Albanien      | – | Belarus       | 1:0 (0:0) |
| 29.03.2011 | Piatra N. | Rumänien      | – | Luxemburg     | 3:1 (1:1) |

| 03.06.2011 | Bukarest  | Rumänien      | – | Bosnien-Herz. | 3:0 (2:0) |
| 03.06.2011 | Minsk     | Belarus       | – | Frankreich    | 1:1 (1:1) |
| 07.06.2011 | Zenica    | Bosnien-Herz. | – | Albanien      | 2:0 (0:0) |
| 07.06.2011 | Minsk     | Belarus       | – | Luxemburg     | 2:0 (0:0) |
| 02.09.2011 | Minsk     | Belarus       | – | Bosnien-Herz. | 0:2 (0:2) |
| 02.09.2011 | Tirana    | Albanien      | – | Frankreich    | 1:2 (0:2) |
| 02.09.2011 | Luxemburg | Luxemburg     | – | Rumänien      | 0:2 (0:2) |
| 06.09.2011 | Bukarest  | Rumänien      | – | Frankreich    | 0:0       |
| 06.09.2011 | Zenica    | Bosnien-Herz. | – | Belarus       | 1:0 (0:0) |
| 06.09.2011 | Luxemburg | Luxemburg     | – | Albanien      | 2:1 (1:0) |
| 07.10.2011 | St.-Denis | Frankreich    | – | Albanien      | 3:0 (2:0) |
| 07.10.2011 | Bukarest  | Rumänien      | – | Belarus       | 2:2 (1:1) |
| 07.10.2011 | Zenica    | Bosnien-Herz. | – | Luxemburg     | 5:0 (4:0) |
| 11.10.2011 | St.-Denis | Frankreich    | – | Bosnien-Herz. | 1:1 (0:1) |
| 11.10.2011 | Tirana    | Albanien      | – | Rumänien      | 1:1 (1:0) |

## Gruppe E
Die Niederlande hatten bereits die Qualifikation zur WM 2010 mit acht Siegen in acht Spielen souverän gemeistert. Ebenso konstant absolvierte die „Elftal“ diese Runde, in der sie sich erneut vorzeitig qualifizierte. Zudem wurde mit einem 11:0 gegen San Marino der bis dahin höchste Sieg der niederländischen Nationalmannschaft erreicht. Klaas-Jan Huntelaar erzielte zwölf Tore und wurde Torschützenkönig dieser EM-Qualifikation. Die Erfolgsserie der Niederländer fand erst am letzten Spieltag ihr Ende, als man in Schweden unterlag. Schweden verlor auswärts gegen die Niederlande und Ungarn, blieb ansonsten aber ohne Punktverlust und qualifizierte sich als bester Gruppenzweiter direkt für die Endrunde.

### Tabelle
| Pl. | Land        | Sp. | S | U | N  | Tore    | Punkte |
| --- | ----------- | --- | - | - | -- | ------- | ------ |
| 1.  | Niederlande | 10  | 9 | 0 | 1  | 037:800 | 27     |
| 2.  | Schweden    | 10  | 8 | 0 | 2  | 031:110 | 24     |
| 3.  | Ungarn      | 10  | 6 | 1 | 3  | 022:140 | 19     |
| 4.  | Finnland    | 10  | 3 | 1 | 6  | 016:160 | 10     |
| 5.  | Moldau      | 10  | 3 | 0 | 7  | 012:160 | 09     |
| 6.  | San Marino  | 10  | 0 | 0 | 10 | 000:530 | 0      |

### Spielergebnisse
| 03.09.2010 | Solna      | Schweden    | – | Ungarn      | 2:0 (0:0) |
| 03.09.2010 | Chișinău   | Moldawien   | – | Finnland    | 2:0 (0:0) |
| 03.09.2010 | Serravalle | San Marino  | – | Niederlande | 0:5 (0:2) |
| 07.09.2010 | Rotterdam  | Niederlande | – | Finnland    | 2:1 (2:1) |
| 07.09.2010 | Malmö      | Schweden    | – | San Marino  | 6:0 (3:0) |
| 07.09.2010 | Budapest   | Ungarn      | – | Moldawien   | 2:1 (0:0) |
| 08.10.2010 | Budapest   | Ungarn      | – | San Marino  | 8:0 (4:0) |
| 08.10.2010 | Chișinău   | Moldawien   | – | Niederlande | 0:1 (0:1) |
| 12.10.2010 | Amsterdam  | Niederlande | – | Schweden    | 4:1 (2:0) |
| 12.10.2010 | Helsinki   | Finnland    | – | Ungarn      | 1:2 (0:0) |
| 12.10.2010 | Serravalle | San Marino  | – | Moldawien   | 0:2 (0:1) |
| 17.11.2010 | Helsinki   | Finnland    | – | San Marino  | 8:0 (1:0) |
| 25.03.2011 | Budapest   | Ungarn      | – | Niederlande | 0:4 (0:2) |
| 29.03.2011 | Amsterdam  | Niederlande | – | Ungarn      | 5:3 (1:0) |
| 29.03.2011 | Solna      | Schweden    | – | Moldawien   | 2:1 (1:0) |

| 03.06.2011 | Chișinău   | Moldawien   | – | Schweden    | 1:4 (0:2)  |
| 03.06.2011 | Serravalle | San Marino  | – | Finnland    | 0:1 (0:1)  |
| 07.06.2011 | Solna      | Schweden    | – | Finnland    | 5:0 (3:0)  |
| 07.06.2011 | Serravalle | San Marino  | – | Ungarn      | 0:3 (0:1)  |
| 02.09.2011 | Eindhoven  | Niederlande | – | San Marino  | 11:0 (3:0) |
| 02.09.2011 | Helsinki   | Finnland    | – | Moldawien   | 4:1 (2:0)  |
| 02.09.2011 | Budapest   | Ungarn      | – | Schweden    | 2:1 (1:0)  |
| 06.09.2011 | Helsinki   | Finnland    | – | Niederlande | 0:2 (0:1)  |
| 06.09.2011 | Chișinău   | Moldawien   | – | Ungarn      | 0:2 (0:1)  |
| 06.09.2011 | Serravalle | San Marino  | – | Schweden    | 0:5 (0:0)  |
| 07.10.2011 | Rotterdam  | Niederlande | – | Moldawien   | 1:0 (1:0)  |
| 07.10.2011 | Helsinki   | Finnland    | – | Schweden    | 1:2 (0:1)  |
| 11.10.2011 | Solna      | Schweden    | – | Niederlande | 3:2 (1:1)  |
| 11.10.2011 | Budapest   | Ungarn      | – | Finnland    | 0:0        |
| 11.10.2011 | Chișinău   | Moldawien   | – | San Marino  | 4:0 (1:0)  |

## Gruppe F
Griechenland brachte in ihrem ersten Spiel gegen Georgien überraschend nur ein Remis zustande während Kroatien gewann, jedoch war durch das Unentschieden der beiden in ihrem zweiten Spiel noch alles offen. Griechenland gewann jedoch die nächsten fünf Spiele und ab dem fünften Spiel konnten sie sich sogar an die Tabellenspitze setzen, da Kroatien gegen Georgien verlor. Die Tabellenführung ging allerdings durch ein Unentschieden gegen Lettland wieder verloren, allerdings konnte Kroatien im Heimspiel geschlagen werden und da das letzte Spiel auch gewonnen wurde, war Griechenland als Gruppenerster qualifiziert. Mit lediglich 14 Toren sind sie jedoch unter allen direkt qualifizierten Mannschaften dasjenige, das die wenigsten Tore erzielt hatte. Nur Tschechien erzielte weniger Tore, musste aber in der Gruppenphase zwei Spiele weniger austragen und in die Relegation.
Kroatien konnte sich von Anfang an an die Spitze der Tabelle setzen, verlor diese Position am fünften Spieltag jedoch gegen Griechenland, da man überraschend in Georgien verlor. Zwar gewann Kroatien die folgenden Spiele und somit konnte die Tabellenspitze nach einem Remis von Griechenland gegen Lettland kurzzeitig zurückerobert worden, aber da das Spiel in Griechenland verloren ging, musste sich Kroatien mit dem zweiten Platz zufriedengeben.
Israel zeigte sich zwar souverän gegen Lettland, Georgien und Malta, da aber alle Spiele gegen Griechenland und Kroatien verloren wurden, musste man sich mit dem dritten Platz begnügen.

### Tabelle
| Pl. | Land         | Sp. | S | U | N | Tore    | Punkte |
| --- | ------------ | --- | - | - | - | ------- | ------ |
| 1.  | Griechenland | 10  | 7 | 3 | 0 | 014:500 | 24     |
| 2.  | Kroatien     | 10  | 7 | 1 | 2 | 018:700 | 22     |
| 3.  | Israel       | 10  | 5 | 1 | 4 | 013:110 | 16     |
| 4.  | Lettland     | 10  | 3 | 2 | 5 | 009:120 | 11     |
| 5.  | Georgien     | 10  | 2 | 4 | 4 | 007:900 | 10     |
| 6.  | Malta        | 10  | 0 | 1 | 9 | 004:210 | 01     |

### Spielergebnisse
| 02.09.2010 | Ramat Gan | Israel       | – | Malta        | 3:1 (1:1) |
| 03.09.2010 | Piräus    | Griechenland | – | Georgien     | 1:1 (0:1) |
| 03.09.2010 | Riga      | Lettland     | – | Kroatien     | 0:3 (0:1) |
| 07.09.2010 | Zagreb    | Kroatien     | – | Griechenland | 0:0       |
| 07.09.2010 | Tiflis    | Georgien     | – | Israel       | 0:0       |
| 07.09.2010 | Ta’ Qali  | Malta        | – | Lettland     | 0:2 (0:2) |
| 08.10.2010 | Piräus    | Griechenland | – | Lettland     | 1:0 (0:0) |
| 08.10.2010 | Tiflis    | Georgien     | – | Malta        | 1:0 (0:0) |
| 09.10.2010 | Ramat Gan | Israel       | – | Kroatien     | 1:2 (0:2) |
| 12.10.2010 | Piräus    | Griechenland | – | Israel       | 2:1 (1:0) |
| 12.10.2010 | Riga      | Lettland     | – | Georgien     | 1:1 (0:0) |
| 17.11.2010 | Zagreb    | Kroatien     | – | Malta        | 3:0 (2:0) |
| 26.03.2011 | Ramat Gan | Israel       | – | Lettland     | 2:1 (1:0) |
| 26.03.2011 | Tiflis    | Georgien     | – | Kroatien     | 1:0 (0:0) |
| 26.03.2011 | Ta’ Qali  | Malta        | – | Griechenland | 0:1 (0:0) |

| 29.03.2011 | Ramat Gan | Israel       | – | Georgien     | 1:0 (0:0) |
| 03.06.2011 | Split     | Kroatien     | – | Georgien     | 2:1 (0:1) |
| 04.06.2011 | Piräus    | Griechenland | – | Malta        | 3:1 (2:0) |
| 04.06.2011 | Riga      | Lettland     | – | Israel       | 1:2 (0:2) |
| 02.09.2011 | Ramat Gan | Israel       | – | Griechenland | 0:1 (0:0) |
| 02.09.2011 | Tiflis    | Georgien     | – | Lettland     | 0:1 (0:0) |
| 02.09.2011 | Ta’ Qali  | Malta        | – | Kroatien     | 1:3 (1:2) |
| 06.09.2011 | Zagreb    | Kroatien     | – | Israel       | 3:1 (0:1) |
| 06.09.2011 | Riga      | Lettland     | – | Griechenland | 1:1 (1:0) |
| 06.09.2011 | Ta’ Qali  | Malta        | – | Georgien     | 1:1 (1:1) |
| 07.10.2011 | Piräus    | Griechenland | – | Kroatien     | 2:0 (0:0) |
| 07.10.2011 | Riga      | Lettland     | – | Malta        | 2:0 (1:0) |
| 11.10.2011 | Rijeka    | Kroatien     | – | Lettland     | 2:0 (0:0) |
| 11.10.2011 | Tiflis    | Georgien     | – | Griechenland | 1:2 (1:0) |
| 11.10.2011 | Ta’ Qali  | Malta        | – | Israel       | 0:2 (0:1) |

## Gruppe G
Trotz der enttäuschend verlaufenen Weltmeisterschaft legte England einen guten Start in die Qualifikation hin, erreichte in seinem Heimspiel gegen Montenegro jedoch nur ein 0:0. Die Balkanrepublik, die zum ersten Mal überhaupt als selbständiger Staat an einer EM-Qualifikation teilnahm, überraschte positiv und hatte bis zum Rückspiel gegen England sogar die Chance auf den Gruppensieg. Die montenegrinische Niederlage gegen Wales verschaffte England den entscheidenden Vorsprung im Kampf um die direkte Qualifikation, sodass ein 2:2 im Rückspiel den ersten Platz für England und die sichere Teilnahme an den Entscheidungsspielen für Montenegro bedeutete. Das Scheitern der Schweiz, die sich zum ersten Mal seit der WM 2002 nicht für ein großes Turnier qualifizierte, war bereits nach den beiden Auftaktniederlagen absehbar. Eventuell hätte man noch Montenegro den zweiten Platz streitig machen können, doch die Niederlage in Wales am vorletzten Spieltag machte das rechnerisch unmöglich. Bulgarien verpflichtete nach dem misslungenen Auftakt in die Qualifikationsrunde den deutschen Rekordnationalspieler Lothar Matthäus als Trainer, präsentierte sich aber besonders gegen England und die Schweiz zu schwach. Wales startete mit einer Serie von Niederlagen in diese Runde, die später erreichten Siege waren nur noch Achtungserfolge.

### Tabelle
| Pl. | Land       | Sp. | S | U | N | Tore    | Punkte |
| --- | ---------- | --- | - | - | - | ------- | ------ |
| 1.  | England    | 8   | 5 | 3 | 0 | 017:500 | 18     |
| 2.  | Montenegro | 8   | 3 | 3 | 2 | 007:700 | 12     |
| 3.  | Schweiz    | 8   | 3 | 2 | 3 | 012:100 | 11     |
| 4.  | Wales      | 8   | 3 | 0 | 5 | 006:100 | 09     |
| 5.  | Bulgarien  | 8   | 1 | 2 | 5 | 003:130 | 05     |

### Spielergebnisse
| 03.09.2010 | London    | England    | – | Bulgarien  | 4:0 (1:0) |
| 03.09.2010 | Podgorica | Montenegro | – | Wales      | 1:0 (1:0) |
| 07.09.2010 | Basel     | Schweiz    | – | England    | 1:3 (0:1) |
| 07.09.2010 | Sofia     | Bulgarien  | – | Montenegro | 0:1 (0:1) |
| 08.10.2010 | Cardiff   | Wales      | – | Bulgarien  | 0:1 (0:0) |
| 08.10.2010 | Podgorica | Montenegro | – | Schweiz    | 1:0 (0:0) |
| 12.10.2010 | London    | England    | – | Montenegro | 0:0       |
| 12.10.2010 | Basel     | Schweiz    | – | Wales      | 4:1 (2:1) |
| 26.03.2011 | Sofia     | Bulgarien  | – | Schweiz    | 0:0       |
| 26.03.2011 | Cardiff   | Wales      | – | England    | 0:2 (0:2) |

| 04.06.2011 | London    | England    | – | Schweiz    | 2:2 (1:2) |
| 04.06.2011 | Podgorica | Montenegro | – | Bulgarien  | 1:1 (0:0) |
| 02.09.2011 | Sofia     | Bulgarien  | – | England    | 0:3 (0:3) |
| 02.09.2011 | Cardiff   | Wales      | – | Montenegro | 2:1 (1:0) |
| 06.09.2011 | London    | England    | – | Wales      | 1:0 (1:0) |
| 06.09.2011 | Basel     | Schweiz    | – | Bulgarien  | 3:1 (1:1) |
| 07.10.2011 | Swansea   | Wales      | – | Schweiz    | 2:0 (0:0) |
| 07.10.2011 | Podgorica | Montenegro | – | England    | 2:2 (1:2) |
| 11.10.2011 | Basel     | Schweiz    | – | Montenegro | 2:0 (0:0) |
| 11.10.2011 | Sofia     | Bulgarien  | – | Wales      | 0:1 (0:1) |

## Gruppe H
In dieser sehr ausgeglichenen Gruppe gelang überraschenderweise Dänemark die direkte Qualifikation. Nach der Niederlage in Portugal und dem Unentschieden in Norwegen hatte „Danish Dynamite“ bereits einen großen Rückstand auf die ersten beiden Plätze. Dies blieben jedoch die einzigen Punktverluste der Dänen, zwei Heimsiege gegen die direkten Konkurrenten brachten die Entscheidung zugunsten der Nordeuropäer. Portugal legte mit einem Unentschieden gegen Zypern und einer Niederlage in Norwegen einen schlechten Start hin, gewann danach aber fünfmal in Folge und führte lange Zeit die Gruppe an. Nach dem 3:1-Sieg im Hinspiel hätte am letzten Spieltag in Dänemark bereits ein Unentschieden für den Gruppensieg genügt. Da Portugal dieses Spiel jedoch verlor, blieb nur der zweite Platz und damit der Gang in die Play-offs. Norwegen begann die Qualifikationsrunde sehr gut und blieb in seinen Heimspielen gegen beide Konkurrenten ungeschlagen. Nachdem allerdings die Auswärtsspiele gegen Portugal und Dänemark verloren wurden, konnte man den zweiten Platz nicht mehr aus eigener Kraft erreichen. Da der direkte Vergleich mit Portugal (1:0-Sieg und 0:1-Niederlage) unentschieden endete, wäre das Erreichen des zweiten Platzes theoretisch noch möglich gewesen. Das deutlich schlechtere Torverhältnis gegenüber Portugal hielt Norwegen aber auf dem dritten Platz. Zypern erreichte am ersten Spieltag ein sensationelles 4:4-Unentschieden in Portugal, war in der Folge aber ebenso chancenlos wie Island.

### Tabelle
| Pl. | Land     | Sp. | S | U | N | Tore    | Punkte |
| --- | -------- | --- | - | - | - | ------- | ------ |
| 1.  | Dänemark | 8   | 6 | 1 | 1 | 015:600 | 19     |
| 2.  | Portugal | 8   | 5 | 1 | 2 | 021:120 | 16     |
| 3.  | Norwegen | 8   | 5 | 1 | 2 | 010:700 | 16     |
| 4.  | Island   | 8   | 1 | 1 | 6 | 006:140 | 04     |
| 5.  | Zypern   | 8   | 0 | 2 | 6 | 007:200 | 02     |

### Spielergebnisse
| 03.09.2010 | Guimarães  | Portugal | – | Zypern   | 4:4 (2:2) |
| 03.09.2010 | Reykjavík  | Island   | – | Norwegen | 1:2 (1:0) |
| 07.09.2010 | Kopenhagen | Dänemark | – | Island   | 1:0 (0:0) |
| 07.09.2010 | Oslo       | Norwegen | – | Portugal | 1:0 (1:0) |
| 08.10.2010 | Porto      | Portugal | – | Dänemark | 3:1 (2:0) |
| 08.10.2010 | Larnaka    | Zypern   | – | Norwegen | 1:2 (0:2) |
| 12.10.2010 | Kopenhagen | Dänemark | – | Zypern   | 2:0 (0:0) |
| 12.10.2010 | Reykjavík  | Island   | – | Portugal | 1:3 (1:2) |
| 26.03.2011 | Oslo       | Norwegen | – | Dänemark | 1:1 (0:1) |
| 26.03.2011 | Nikosia    | Zypern   | – | Island   | 0:0       |

| 04.06.2011 | Lissabon   | Portugal | – | Norwegen | 1:0 (0:0) |
| 04.06.2011 | Reykjavík  | Island   | – | Dänemark | 0:2 (0:0) |
| 02.09.2011 | Oslo       | Norwegen | – | Island   | 1:0 (0:0) |
| 02.09.2011 | Larnaka    | Zypern   | – | Portugal | 0:4 (0:1) |
| 06.09.2011 | Kopenhagen | Dänemark | – | Norwegen | 2:0 (2:0) |
| 06.09.2011 | Reykjavík  | Island   | – | Zypern   | 1:0 (1:0) |
| 07.10.2011 | Porto      | Portugal | – | Island   | 5:3 (3:0) |
| 07.10.2011 | Larnaka    | Zypern   | – | Dänemark | 1:4 (1:4) |
| 11.10.2011 | Kopenhagen | Dänemark | – | Portugal | 2:1 (1:0) |
| 11.10.2011 | Oslo       | Norwegen | – | Zypern   | 3:1 (2:1) |

## Gruppe I
Welt- und Europameister Spanien qualifizierte sich zwei Spieltage vor Ende der Runde, da in den Hinspielen gegen Schottland und Tschechien jeweils knappe Siege errungen wurden. Auch in den abschließenden Spielen gegen diese Anwärter auf den Relegationsplatz konnten ungefährdete Siege eingefahren werden, wodurch Spanien wie in der Qualifikation zur WM 2010 sämtliche Qualifikationsspiele gewann. Tschechien erreichte in den beiden Spielen gegen Schottland einen Sieg und ein Unentschieden, was den Kampf um den Relegationsplatz entschied. Litauen konnte sowohl gegen Schottland als auch gegen Tschechien punkten und hätte realistische Chancen auf den Relegationsplatz gehabt, wenn man gegen Liechtenstein statt nur eines Unentschiedens und einer Niederlage zwei Siege eingefahren hätte. Liechtenstein hatte erwartungsgemäß keine Chance auf die Qualifikation, erreichte gegen Litauen aber zwei Prestige-Erfolge und konnte die meisten seiner Niederlagen im Rahmen halten.

### Tabelle
| Pl. | Land          | Sp. | S | U | N | Tore    | Punkte |
| --- | ------------- | --- | - | - | - | ------- | ------ |
| 1.  | Spanien       | 8   | 8 | 0 | 0 | 026:600 | 24     |
| 2.  | Tschechien    | 8   | 4 | 1 | 3 | 012:800 | 13     |
| 3.  | Schottland    | 8   | 3 | 2 | 3 | 009:100 | 11     |
| 4.  | Litauen       | 8   | 1 | 2 | 5 | 004:130 | 05     |
| 5.  | Liechtenstein | 8   | 1 | 1 | 6 | 003:170 | 04     |

### Spielergebnisse
| 03.09.2010 | Kaunas    | Litauen       | – | Schottland    | 0:0       |
| 03.09.2010 | Vaduz     | Liechtenstein | – | Spanien       | 0:4 (0:2) |
| 07.09.2010 | Olmütz    | Tschechien    | – | Litauen       | 0:1 (0:1) |
| 07.09.2010 | Glasgow   | Schottland    | – | Liechtenstein | 2:1 (0:0) |
| 08.10.2010 | Salamanca | Spanien       | – | Litauen       | 3:1 (0:0) |
| 08.10.2010 | Prag      | Tschechien    | – | Schottland    | 1:0 (0:0) |
| 12.10.2010 | Vaduz     | Liechtenstein | – | Tschechien    | 0:2 (0:2) |
| 12.10.2010 | Glasgow   | Schottland    | – | Spanien       | 2:3 (0:1) |
| 25.03.2011 | Granada   | Spanien       | – | Tschechien    | 2:1 (0:1) |
| 29.03.2011 | Budweis   | Tschechien    | – | Liechtenstein | 2:0 (1:0) |

| 29.03.2011 | Kaunas   | Litauen       | – | Spanien       | 1:3 (0:1) |
| 03.06.2011 | Vaduz    | Liechtenstein | – | Litauen       | 2:0 (2:0) |
| 02.09.2011 | Kaunas   | Litauen       | – | Liechtenstein | 0:0       |
| 03.09.2011 | Glasgow  | Schottland    | – | Tschechien    | 2:2 (1:0) |
| 06.09.2011 | Logroño  | Spanien       | – | Liechtenstein | 6:0 (3:0) |
| 06.09.2011 | Glasgow  | Schottland    | – | Litauen       | 1:0 (0:0) |
| 07.10.2011 | Prag     | Tschechien    | – | Spanien       | 0:2 (0:2) |
| 08.10.2011 | Vaduz    | Liechtenstein | – | Schottland    | 0:1 (0:1) |
| 11.10.2011 | Alicante | Spanien       | – | Schottland    | 3:1 (2:0) |
| 11.10.2011 | Kaunas   | Litauen       | – | Tschechien    | 1:4 (0:3) |

## Relegation

### Rangliste der Gruppenzweiten
Um alle Gruppenzweiten vergleichbar zu machen, wurden in den Sechsergruppen (Gruppen A – F) die Spiele des Gruppenzweiten gegen den Gruppenletzten nicht berücksichtigt. Schweden qualifizierte sich als bester Gruppenzweiter direkt für die EM-Endrunde. Die übrigen acht Gruppenzweiten ermittelten in Play-offs vier weitere Endrundenteilnehmer.
| Pl. | Land          | Sp. | S | U | N | Tore    | Diff. | Punkte | Gruppe                                     | Gruppensechster |
| --- | ------------- | --- | - | - | - | ------- | ----- | ------ | ------------------------------------------ | --------------- |
| 1.  | Schweden      | 8   | 6 | 0 | 2 | 020:110 | +9    | 18     | E \|\|style="text-align:left"\| San Marino |                 |
| 2.  | Portugal      | 8   | 5 | 1 | 2 | 021:120 | +9    | 16     | H \|\| —                                   |                 |
| 3.  | Kroatien      | 8   | 5 | 1 | 2 | 012:600 | +6    | 16     | F \|\|style="text-align:left"\| Malta      |                 |
| 4.  | Irland        | 8   | 4 | 3 | 1 | 010:600 | +4    | 15     | B \|\|style="text-align:left"\| Andorra    |                 |
| 5.  | Bosnien-Herz. | 8   | 4 | 2 | 2 | 009:800 | +1    | 14     | D \|\|style="text-align:left"\| Luxemburg  |                 |
| 6.  | Tschechien    | 8   | 4 | 1 | 3 | 012:800 | +4    | 13     | I \|\| —                                   |                 |
| 7.  | Estland       | 8   | 4 | 1 | 3 | 013:110 | +2    | 13     | C \|\|style="text-align:left"\| Färöer     |                 |
| 8.  | Montenegro    | 8   | 3 | 3 | 2 | 007:700 | ±0    | 12     | G \|\| —                                   |                 |
| 9.  | Türkei        | 8   | 3 | 2 | 3 | 008:100 | −2    | 11     | A \|\|style="text-align:left"\| Kasachstan |                 |

### Playoffs
Die acht an den Playoffs teilnehmenden Mannschaften wurden gemäß dem UEFA-Koeffizienten in vier gesetzte und vier ungesetzte Mannschaften aufgeteilt. Kroatien, Portugal, Irland und Tschechien waren gesetzt, während die Türkei, Bosnien-Herzegowina, Montenegro und Estland ungesetzt waren. Die Auslosung der Spiele fand am 13. Oktober 2011 in Krakau statt. Die Hinspiele wurden am 11. November ausgetragen, die Rückspiele folgten am 15. November 2011. Es qualifizierten sich sämtliche gesetzten Mannschaften.
|                     | Gesamt |            | Hinspiel | Rückspiel |
| ------------------- | ------ | ---------- | -------- | --------- |
| Türkei              | 0:3    | Kroatien   | 0:3      | 0:0       |
| Estland             | 1:5    | Irland     | 0:4      | 1:1       |
| Tschechien          | 3:0    | Montenegro | 2:0      | 1:0       |
| Bosnien-Herzegowina | 2:6    | Portugal   | 0:0      | 2:6       |

## Beste Torschützen
Nachfolgend sind die besten Torschützen der EM-Qualifikation aufgeführt. Bei gleicher Toranzahl entschied die Anzahl der Spielminuten.
| Rang | Spieler              | Tore |
| ---- | -------------------- | ---- |
| 1    | Klaas-Jan Huntelaar  | 12   |
| 2    | Miroslav Klose       | 9    |
| 3    | David Villa          | 7    |
|      | Cristiano Ronaldo    | 7    |
|      | Mikael Forssell      | 7    |
|      | Robbie Keane         | 7    |
| 7    | Mario Gómez          | 6    |
|      | Robin van Persie     | 6    |
|      | Gergely Rudolf       | 6    |
|      | Antonio Cassano      | 6    |
|      | Dirk Kuyt            | 6    |
|      | Henrich Mchitarjan   | 6    |
|      | Konstantin Vassiljev | 6    |

## Endrundenteilnehmer
Es qualifizierten sich folgende Nationalmannschaften:

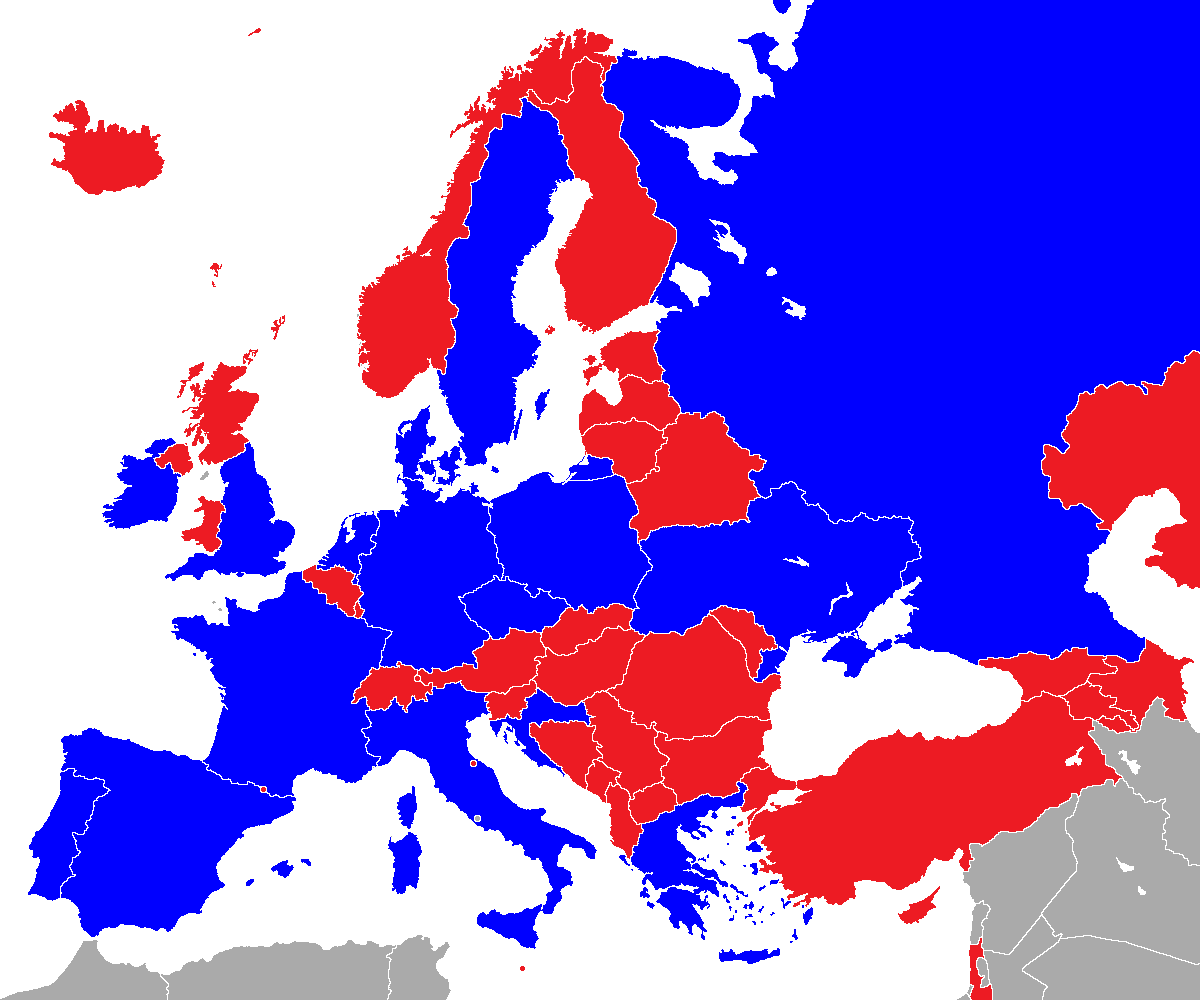
qualifiziert
nicht qualifiziert
nicht UEFA-Mitglied

| Mannschaft   | Qualifiziert durch    | Qualifiziert am | Vorherige Endrundenteilnahmen1                                  |
| ------------ | --------------------- | --------------- | --------------------------------------------------------------- |
| Polen        | Gastgeber             | 18. Apr. 2007   | 01 (2008)                                                       |
| Ukraine      | Gastgeber             | 18. Apr. 2007   | 00 (erste Teilnahme)2                                           |
| Deutschland  | Sieger der Gruppe A   | 2. Sep. 2011    | 10 (1972, 1976, 1980, 1984, 1988, 1992, 1996, 2000, 2004, 2008) |
| Italien      | Sieger der Gruppe C   | 6. Sep. 2011    | 07 (1968, 1980, 1988, 1996, 2000, 2004, 2008)                   |
| Niederlande  | Sieger der Gruppe E   | 6. Sep. 2011    | 08 (1976, 1980, 1988, 1992, 1996, 2000, 2004, 2008)             |
| Spanien      | Sieger der Gruppe I   | 6. Sep. 2011    | 08 (1964, 1980, 1984, 1988, 1996, 2000, 2004, 2008)             |
| England      | Sieger der Gruppe G   | 7. Okt. 2011    | 07 (1968, 1980, 1988, 1992, 1996, 2000, 2004)                   |
| Dänemark     | Sieger der Gruppe H   | 11. Okt. 2011   | 07 (1964, 1984, 1988, 1992, 1996, 2000, 2004)                   |
| Frankreich   | Sieger der Gruppe D   | 11. Okt. 2011   | 07 (1960, 1984, 1992, 1996, 2000, 2004, 2008)                   |
| Griechenland | Sieger der Gruppe F   | 11. Okt. 2011   | 03 (1980, 2004, 2008)                                           |
| Russland     | Sieger der Gruppe B   | 11. Okt. 2011   | 03 (1996, 2004, 2008)2                                          |
| Schweden     | Bester Gruppenzweiter | 11. Okt. 2011   | 04 (1992, 2000, 2004, 2008)                                     |
| Irland       | Sieger Playoff        | 15. Nov. 2011   | 01 (1988)                                                       |
| Kroatien     | Sieger Playoff        | 15. Nov. 2011   | 03 (1996, 2004, 2008)3                                          |
| Portugal     | Sieger Playoff        | 15. Nov. 2011   | 05 (1984, 1996, 2000, 2004, 2008)                               |
| Tschechien   | Sieger Playoff        | 15. Nov. 2011   | 04 (1996, 2000, 2004, 2008)4                                    |

Die Auslosung der Vorrunden-Gruppen fand am Freitag, 2. Dezember 2011 um 18 Uhr (MEZ) in Kiew statt.